# Vought XF5U
Vought XF5U – prototypowy amerykański samolot myśliwski z czasów II wojny światowej przeznaczony dla United States Navy. Program budowy myśliwca został anulowany na etapie wybudowania dwóch egzemplarzy prototypowych (jeden nie w pełni ukończony), które jednak nigdy nie wzniosły się w powietrze. Maszyna charakteryzowała się awangardową konstrukcją jak na ówczesne standardy.

## Historia

### Geneza
Autorem projektu był Charles H. Zimmerman. W latach 30. XX wieku pracował w National Advisory Committee for Aeronautics (NACA) w Langley Field w stanie Wirginia. W 1933 w ramach wewnętrznego konkursu Zimmerman zaprojektował samolot w bardzo awangardowym, jak na czasy w jakich powstał projekt, układzie konstrukcyjnym. Była to maszyna w układzie latającego skrzydła, bez wyodrębnionego kadłuba, o bardzo owalnym obrysie i małym wydłużeniu. Konstrukcja nie zapewniała zbyt dużego komfortu swoim pasażerom i załodze. Pilot i dwóch pasażerów miało lecieć w pozycji leżącej w kabinie znajdującej się w najgrubszej części płata z głowami skierowanymi przodem do kierunku lotu. Maszyna miała być napędzana dwoma silnikami gwiazdowymi umieszczonymi na obydwu końcach prostej krawędzi natarcia płata. Samolot miał posiadać zdwojone usterzenie pionowe ze sterami kierunku, znajdujące się na owalnym końcu płata. Pomiędzy nimi, na krawędzi spływu Zimmerman umieścił ster wysokości o dużej powierzchni. Opcjonalnie, na przedłużeniu krawędzi natarcia płata lotki. Według konstruktora, konstrukcja miała charakteryzować się unikatowymi właściwościami. Miała być zdolna do niemal pionowego startu i lądowania oraz do zawisu w powietrzu. Niewielkie wydłużenie sprawiało, że podczas lotu maszyna mogła poszczycić się bardzo dużą zwrotnością, a zwarta sylwetka pozwalała radykalnie zmniejszyć masę samolotu, zachowując przy tym jego wytrzymałość. Przyjęty przez Zimmermana układ konstrukcyjny miał jednak również swoje wady. Przepływające pod spodem płata powietrze, ma tendencje do spływania ku krawędziom skrzydeł i nachodzeniu na górną powierzchnia skrzydła. Powstające podczas tego procesu wiry powietrza generują bardzo duży opór indukowany, znacząco zmniejszając doskonałość, a co za tym idzie na zasięg oraz zwiększając zużycie paliwa samolotu. Współcześnie przeciwdziała się temu zjawisku, montując na końcówkach skrzydeł winglety. Jako że wielkość oporu indukowanego jest odwrotnie proporcjonalna do wydłużenia skrzydeł, tym bardziej miało to duże znaczenie w przypadku konstrukcji o bardzo małym wydłużeniu. Zimmerman, nie dysponując wingletami, poradził sobie ze zjawiskiem oporu indukowanego w inny sposób. Kluczem do rozwiązania problemu okazało się być zastosowanie śmigieł o przeciwnych kierunkach obrotu. Prawe śmigło obracało się w prawo (patrząc z perspektywy pilota), a lewe w lewo. Ich strumienie zaśmigłowe miały zapobiegać przemieszczaniu się warstw powietrza spod dolnej krawędzi płata ku górnej. Ruch śmigieł musiał być na tyle zsynchronizowany, aby w każdym momencie przepływ powietrza po obu stronach skrzydła był dokładnie taki sam. Kierownictwo NACA doceniło innowacyjny projekt, ale z uwagi na jego nieszablonowe rozwiązania nie skierowało go do realizacji. Niezrażony tym niepowodzeniem konstruktor zbudował drewniany model napędzany dwoma silnikami Cleone o mocy po 25 koni mechanicznych każdy, ale nie mogąc zapewnić odpowiedniej synchronizacji pracy silników, nie wzbił się on w powietrze. 30 kwietnia 1935 Zimmerman zgłosił swój projekt do urzędu patentowego, który 15 lutego 1938 przyznał mu patent numer 2108093.

### Chance Vought
W 1936 Zimmerman sprawdził swoje teorie na niewielkim modelu samolotu z napędem gumowym. Przeprowadzone próby potwierdziły oczekiwania konstruktora względem przyjętego układu konstrukcyjnego. W lecie 1937 rozpoczął pracę w biurze konstrukcyjnym wytwórni Chance Vought. Podjął ją na zaproszenie prezesa koncernu United Aircraft and Transport Corporation Eugene’a Wilsona, który miał okazję zapoznać się z pracami Zimmermana. W Chance Vought Zimmerman zaprojektował i zbudował niewielki model oznaczony jako V-162. Samolot napędzany elektrycznie był w stanie latać jak śmigłowiec. Po tym sukcesie zaprojektował kolejne trzy maszyny. W październiku 1938 przedstawił United States Army Air Corps projekt V-170 mający być niewielkim samolotem obserwacyjnym, w listopadzie tego samego roku kolejny podobny projekt oznaczony jako V-171, ale przeznaczony na rynek cywilny i w grudniu, też tego samego roku, projekt V-172, mający być niewielkim samolotem bombowym przeznaczonym dla wojska. Żaden z tych projektów nie zyskał zainteresowania. Tymczasem efektami prac nad modelem V-162 zainteresowała się United States Navy. Doceniono zwłaszcza zdolność do bardzo krótkiej drogi startu i lądowania, dużą zwrotność i szeroki zakres prędkości, z jakim mógł latać. Tymi cechami powinien odznaczać się myśliwiec pokładowy.

### V-173
7 marca 1939 do Bureau of Aeronautics trafił projekt oznaczony jako V-173. Maszyna miała zademonstrować możliwości użycia tego typu układu konstrukcyjnego w roli myśliwca pokładowego. Amerykańska marynarka zaakceptowała projekt. W kwietniu tego samego roku zleciła analizę całego projektu specjalistom z NACA, a 11 lipca budowę latającego modelu V-173. 4 maja 1940 Bureau of Aeronautics zamówiło prototyp samolotu. W tym samym roku, nie czekając na wyniki prób V-173, konstruktorzy wytwórni rozpoczęli pracę nad wstępnym projektem myśliwca pokładowego, oznaczonego jako VS-315. 14 kwietnia 1941 przedłożono Bureau of Aeronautics projekt wstępny układu napędowego nowej konstrukcji. US Navy wstrzymywała się z decyzją co do dalszych losów projektu do czasu zakończenia prób tunelowych V-173. Ich pozytywne efekty przyniosły efekt w postaci prośby Bureau of Aeronautics skierowanej 10 stycznia 1942 do wytwórni Vought o opracowanie docelowego projektu VS-315. W maju tego samego roku do zespołu Zimmermana dołączył Bruce Ernest J. Greenwood, który odpowiadał za konstrukcję maszyny. 30 czerwca 1942 ostateczny projekt VS-315 został przedstawiony Bureau of Aeronautics. Projekt został pozytywnie zaopiniowany i 17 września tego samego roku Biuro i wytwórnia podpisały list intencyjny w sprawie budowy dwóch samolotów prototypowych (BuNo 33958 i 33959). Jeden z nich miał być przeznaczony do prób w locie, a drugi do naziemnych prób statycznych. Nowa maszyna otrzymała oznaczenie XF5U-1.

## Projekt
Gotowa drewniana makieta samolotu została oceniona 7 czerwca 1943. Po wprowadzeniu kilku niezbędnych poprawek będących konsekwencją wstępnych oględzin, 6 sierpnia tego samego roku, komisja US Navy dokonała ostatecznej inspekcji makiety i jej zatwierdzenia. Zaraz po tym przystąpiono do budowy zamówionych prototypów. W listopadzie 1943 podjęto decyzję o przekonstruowaniu śmigieł samolotu. Dotychczasowe trzyłopatowe śmigła zastąpiono czterołopatowymi o średnicy 4,88 metra. Każde śmigło składało się z dwóch dwułopatowych śmigieł umieszczonych na wspólnym wale w odległości 152 milimetrów od siebie. Drewniane łopaty każdej z pary śmigieł zamocowane były na specjalnych przegubach, umożliwiających im wychylanie się do przodu i do tyłu o 10,5 stopnia od płaszczyzny prostopadłej do osi obrotu. 18 lutego 1944 projekt nowych śmigieł przedłożono do akceptacji. Równolegle z budową obydwu prototypów postępowała budowa modelu samolotu w skali 1:3, z napędzanymi elektrycznie śmigłami nowej konstrukcji, przeznaczonego do prób w tunelu aerodynamicznym. Próby tunelowe modelu przeprowadzone pomiędzy 21 kwietnia a 19 maja 1944 oraz ponownie w lipcu tego samego roku wykazały potrzebę wprowadzenia zmian w konstrukcji samolotu mających zapewnić pożądany profil aerodynamiczny. Należało lepiej ukształtować połączenia gondoli kadłuba i płata, zwiększyć gondole mieszczące silniki samolotu oraz wysunąć poza krawędź natarcia płata kołpaki wlotów powietrza do silników. W praktyce w maszynie prototypowej wykonano jedynie ostatnie zalecenie, wysunięcie kołpaków wlotów powietrza do silników poza krawędź natarcia. 28 marca 1944 wytwórnia zaproponowała połączenie obydwu, na tym etapie prac jeszcze równoległych projektów V-173 i XF5U. Bureau of Aeronautics wyraziło zgodę na taki krok 15 lipca 1944.

## Konstrukcja
XF5U miał całkowicie metalową konstrukcję. Pokryty był opracowanym w wytwórni Vough materiałem zwanym metalite. Były to dwie cienkie blachy duraluminiowe z warstwą balsy pomiędzy nimi. Całość tworzyła lekkie i sztywne pokrycie. Płat o profilu NACA 0016. Podwójne usterzenie pionowe o trapezowym obrysie.

## Uzbrojenie
Prototypowe maszyny nie były uzbrojone. W egzemplarzach seryjnych przewidywano instalację sześciu karabinów maszynowych Browning kalibru 12,7 milimetra z zapasem 400 nabojów na lufę. Karabiny miały być zamontowane między kabiną pilota a silnikami. Alternatywnie rozważano instalacje czterech działek Hispano Mk II kalibru 20 milimetrów zamiast Browningów. Seryjne maszyny miały być również zdolne do przenoszenia dwóch bomb o masie 227 kilogramów lub dwóch o masie 454 kilogramów na podskrzydłowych pylonach.